# 만덕사지 당간지주
만덕사지 당간지주(萬德寺址 幢竿支株)는 부산광역시 북구 만덕동에 있는 당간지주이다. 1972년 6월 26일 부산광역시의 유형문화재 제14호로 지정되었다.

## 현지 안내문
당간지주는 사찰 입구에 설치해 두는 것으로, 절에 행사나 의식이 있을 때 이곳에 당이라는 깃발을 걸어둔다. 이 깃발을 매달아두는 길쭉한 장대를 당간이라 하며, 이를 양쪽에서 지탱해 주는 두 돌기둥을 당간지주라 한다. 드물게 당간이 있으나 대부분은 두 기둥만 남아 있다.
이 당간지주는 만덕동에서 제1 만덕터널로 들어가는 진입로 아래의 만덕사터에 서 있다. 두 기둥 중에서 한쪽 기둥만 남아 있으며, 기둥 옆으로는 당간의 받침돌로 보이는 작은 돌이 놓여 있다. 바깥면은 가운데에 도드라진 선을 한 줄 새겨놓았고, 안쪽면 꼭대기에는 네모난 홈을 파서 당간을 고정시키도록 하였다. 맨 위는 안쪽에서 바깥쪽으로 2단의 굴곡을 주면서 둥글게 깎아두었다.
각 부분의 돌을 다듬는 솜씨가 인근의 범어사 당간지주와 비교하여 매우 세련되어 있다. 비록 한쪽 기둥만 남아 있으나, 땅위에 드러난 높이가 길어 그 사이에 당간이 놓였다면 더욱 더 웅장했을 것으로 보인다. 만덕사가 창건된 시기와 때를 같이하여 고려 전기에 만든 것으로 보이며, 만덕사 옛터의 경계를 정하는데 있어 좋은 자료가 되고 있다.

## 참고 문헌
- 이 문서에는 다음커뮤니케이션(현 카카오)에서 GFDL 또는 CC-SA 라이선스로 배포한 글로벌 세계대백과사전의 내용을 기초로 작성된 글이 포함되어 있습니다.

## 같이 보기
- 만덕사지 - 부산광역시 기념물 제3호

## 참고 자료
- 부산 만덕사지 당간지주 - 국가유산청 국가유산포털